# Alwyn Morris
Alwyn Morris, född den 22 november 1957 i Montréal, Kanada, är en kanadensisk kanotist.
Han tog OS-guld i K-2 1000 meter och OS-brons i K-2 500 meter i samband med de olympiska kanottävlingarna 1984 i Los Angeles.